# Burneh (plaats)
Burneh is een bestuurslaag in het regentschap Bangkalan van de provincie Oost-Java, Indonesië. Burneh telt 8133 inwoners (volkstelling 2010).